# Lucas Duda
Lucas Christopher Duda (* 3. Februar 1986 in Fontana, Kalifornien) ist ein US-amerikanischer Baseballspieler in der Major League Baseball. Der in der Defensive bevorzugt auf der First Base aber auch im gesamten Outfield eingesetzte Duda wurde im Rule 4 Draft 2007 von den New York Mets gewählt und spielt seit der Saison 2010 in der MLB für das Franchise.

## Karriere

### College und Minor Leagues
Nach seiner Highschoolzeit an der Arlington High in Riverside, Kalifornien spielte Lucas Duda von 2005 bis 2007 während seiner Zeit an der University of Southern California 143 Partien für die USC Trojans. Die New York Mets wählten Duda beim Draft 2007 in der siebten Runde als insgesamt 243sten Spieler.
Nach vorherigen Einsätzen bei den Waikiki Beach Boys in der Hawaii Winter Baseball League startete Duda 2007 bei den Brooklyn Cyclones auf Short Season A-Level und wurde 2008 eine Ebene Höher bei den St. Lucie Mets eingesetzt. Dort bestritt er 2008 133 Spiele, erzielte 66 RBI und wurde aufgrund der guten Leistungen 2009 in das AA-Team der New York Mets, die Binghamton Mets, hochgestuft. Nach 155 Einsätzen für Binghamton mit insgesamt 85 RBI und 15 Home Runs wurde Duda dann im Laufe der Saison 2010 in das damalige AAA-Team der Mets zu den Buffalo Bisons versetzt. Nach 38 Einsätzen für die Bisons in der International League wurde er schließlich im September 2010 in den Kader des Major League Teams berufen.

### Major League
Duda debütierte am 1. September 2010 bei der 1:4-Auswärtsniederlage gegen die Atlanta Braves im Left Field. Seinen ersten Home Run in der MLB erzielte Duda am 17. September im Citi Field, ebenfalls gegen die Braves. Er kam in der MLB-Saison 2010 29 Mal zum Einsatz, in der Defensive immer im Left Field, da auf seiner eigentlichen Stammposition an der First Base Ike Davis den Vorzug bekam. In der Spielzeit 2011 wechselte Duda zwischen April und Juni des Öfteren zwischen Major League und AAA-Team des Franchise hin und her. Nach der letzten Beförderung in das MLB-Team im Juni durfte Duda dann auch erstmals auf der First Base spielen, nachdem sich Ike Davis nach einem Zusammenstoß mit David Wright verletzt hatte und für den Rest der Saison ausfiel.
Auch 2012 kam Duda sowohl bei den Mets als auch bei den Bisons zu Einsätzen. Im Major League Team musste er wieder Ike Davis weichen und spielte defensiv hauptsächlich im Left und Right Field und kam in 121 Partien zu zehn Home Runs und 50 RBIs. 2013 begann er die Saison wieder in der MLB als Left Fielder, fiel dann aber Ende Juni für gut einen Monat aufgrund einer Zerrung im Bereich der Rippen aus. Im Anschluss an seine Verletzung durchlief Duda wieder die verschiedenen Minor League Stufen und war zuletzt wieder auf AAA-Level bei den Las Vegas 51s aktiv. Die Mets hatten 2013 die 51s als neues Team in die Organisation aufgenommen, die Bisons gehörten fortan zum Franchise der Toronto Blue Jays. Am 25. August 2013 kehrte Duda wieder in den Kader der Mets zurück und blieb dort bis Saisonende.
Zu Beginn der Saison 2014 entwickelte sich der Konkurrenzkampf um die First Base Position zu Gunsten Dudas, der mit guten Leistungen im Vorfeld der Saison überzeugte und Ike Davis in den Hintergrund drängte. Schließlich wurde Davis noch im April 2014 zu den Pittsburgh Pirates transferiert und Duda hatte so den Stammplatz auf seiner Lieblingsposition sicher. Er kam im Laufe des Jahres auf 153 Einsätze, erzielte 30 Home Runs und steuerte 92 RBIs zur Saison der Mets bei.
Duda hielt seine Leistungen in der Spielzeit 2015 konstant und konnte seinen ersten Grand Slam erzielen. Im Laufe der Regular Season musste Duda 14 Hit by Pitch hinnehmen und stellte damit den internen Rekord der Mets ein. Die Mets gewannen die East Division der National League und zogen in die NLDS 2015 ein, so dass Duda zu den ersten Einsätzen in einer Post Season in seiner Karriere kam. Der Weg der Mets führte über die NLDS 2015 und die NLCS 2015 in die World Series 2015 und Duda kam in den drei Play-off-Runden zu insgesamt 15 Einsätzen. Ihm gelangen dabei 3 Runs, davon ein Home Run und acht RBIs. Sowohl der Home Run, als auch 5 der 8 RBI gelangen ihm in Spiel 4 der NLCS gegen die Chicago Cubs. In Spiel 5 der World Series warf Duda beim Stand von 2:1 Runs für die Mets einen Ball ungenau zur Homeplate, so dass die Kansas City Royals ausgleichen konnten. Die Mets waren zu diesem Zeitpunkt nur noch ein Aus vom Sieg der Partie entfernt. Die Royals gewannen am Ende das Spiel nach 12 Innings und somit war die World Series für Duda und die Mets verloren.